# アロマクラフト
アロマクラフト（英: Aroma Craft）は、香りを楽しむために手作りされる作品を指す。
狭義には、アロマテラピーで使用される精油（エッセンシャルオイル）を用いたクラフトを指し、広義では精油に限らず植物そのものや香料を用いたクラフトも含まれる。これらは、リラクゼーションや空間演出を追求するだけでなく、創造性と自己表現を楽しむための手法としても人気がある。

## 目的
アロマクラフトは、香りを活用することで心身のリラックスや活力を得ることを主な目的としており、インテリアや日用品、スキンケア製品など多岐にわたるアイテムの製作が可能である。これにより、個人の嗜好やライフスタイルに合わせたオリジナル作品を作ることができる。 また、アロマクラフトの魅力は、自分好みの香りやデザインを追求できる点にある。創作過程を通じて得られる充実感や、完成品を使用する際の満足感は、日々の生活に彩りを与える。また、手作りの作品はギフトとしても喜ばれることが多く、他者とのつながりを深める機会ともなる。

## 歴史
香りの利用は人類の歴史とともにあり、アロマクラフトの起源を探ることは、香りの文化を紐解くことと言える。

### 古代
人類は古代より香りを生活に取り入れてきた。エジプト文明では香油や香料が宗教儀式や医療、化粧品に用いられた。インドではアーユルヴェーダに基づき、ハーブや精油が治療や瞑想に用いられた記録が残る。古代ギリシャやローマでも、香りは薬用や嗜好品として広く利用された。

### 中世
中世ヨーロッパでは、修道院が薬草学を発展させ、精油抽出技術が改良された。この時期、香りは主に病気の予防や治療のために使用された。特に、ポプリやポマンダーなどの香り袋が疫病予防や装飾品として普及した。

### 近代
18世紀から19世紀にかけて、化学の発展とともに精油の成分が分析され、香水や薬品の製造に応用された。20世紀初頭には、アロマテラピーという概念がフランスの医師ルネ・モーリス・ガットフォセによって体系化され、香りの療法として注目を浴びるようになった。

### 現代
現代では、アロマクラフトがホビーとして広がりを見せており、特に1990年代以降、健康や癒しを求めるライフスタイルの中で注目されるようになった。日本でもアロマテラピーの普及に伴い、精油を使用した手作り作品が人気を集めている。

## 主なアロマクラフト
アロマクラフトでは以下のような作品が一般的に作られる。これらはインテリアやプレゼントとしても人気がある。
- キャンドル - 精油を用いたアロマキャンドルは、火を灯すことで香りが広がり、リラクゼーション効果をもたらす。特に、ラベンダーやカモミールなどのリラックス効果がある香りが人気である。また、キャンドルの形や色を自由にカスタマイズできる点も魅力的である。
- ルームフレグランス - 精油を使用した空間用フレグランスで、リードディフューザーや香りのスプレーなどが含まれる。リードディフューザーはスティックを通して香りを部屋全体に広げるもので、火や電気を使わないため安全性が高い。香りの濃度やデザインを自由に調整できるため、個人の趣味やインテリアに合わせた製作が可能である。
- アロマストーン - 多孔質の石に精油を垂らし、火や電気を使わずに香りを楽しむアイテム。手軽に使用できるため、デスクや寝室など限られたスペースでの利用に適している。また、石の形やデザインをカスタマイズすることで、インテリアとしての美しさも楽しめる。
- お香 - 植物の粉末や香木を混ぜ合わせて作るお香は、香りを楽しむだけでなく、瞑想やリラクゼーション、空間浄化のためにも使用される。お香の形状は棒状や円錐型、渦巻き型など多岐にわたり、用途やシーンに応じて選ぶことができる。また、自分で作るお香は、好みの香りや材料を選ぶことができるため、オリジナリティが高い。特に日本では、沈香や白檀などを用いた和の香りを取り入れた伝統的なお香作りが人気である。
- ポプリやサシェ - 乾燥させた花やハーブを使い、インテリアや衣類の香り付けとして活用される。特にローズやラベンダーなどの花材が人気で、自然な香りを長期間楽しめる。ハーブを器に入れたものをポプリと呼び、空間の香りを楽しむ用途で使われる。袋に封入するサシェは引き出しやクローゼットに入れることで、衣類を優しい香りで包むことができる。
- アロマスプレー - 精油を希釈して作られたスプレーで、ルームスプレーやリネンスプレーとして使用される。用途に応じて抗菌作用のある精油を使用すれば、空間の清潔さを保つ効果も期待できる。自分好みのブレンドを作成できるため、香りの調合を楽しむこともできる。
- 石鹸 - 天然素材と精油を組み合わせて作るハンドメイド石鹸は、肌に優しい特徴がある。乾燥肌や敏感肌に対応した配合を自分で調整できるため、スキンケアとしての効果が高い。また、香りだけでなく見た目の美しさも楽しめる。
- バスボム - お風呂に入れると発泡し、香りとともにリラックス効果を楽しめる。炭酸ガスの発生が血行を促進し、疲れを和らげる効果が期待できる。形や色を自由にデザインできるため、ギフトにも適している。
- コスメ - リップバームやクリーム、スプレーなど、精油を用いた手作り化粧品。市販品と異なり、自分の肌質や好みに合わせて材料を選べる点が魅力である。精油の抗炎症作用や保湿効果を活用することで、機能性の高い製品を作れる。

## 現代のトレンド
環境意識や手作りクラフトの流行を背景に、自然素材を用いた手作り製品が注目を集めている。特にアロマクラフトは、ナチュラル志向の製品を求める層からの支持を得ている。また、ワークショップやカルチャーセンター、通信講座を通じて、多くの人が自宅で手軽にアロマクラフトを楽しむことができるようになった。 近年のアロマクラフトの人気の理由として、以下の要因が挙げられる。
- ワークショップの普及 - 全国各地でアロマクラフトを体験できるワークショップが開催されている。これにより、初心者でも気軽に挑戦できる環境が整っている。
- オンライン学習 - YouTubeやSNSでの情報共有や、通信講座の充実により、個人で学びながら作成する人が増加している。
- 環境意識の高まり - 天然素材を用いるアロマクラフトは、サステナビリティやエコロジーに関心を持つ人々に支持されている。
- 個性の表現 - 香りやデザインを自分好みにカスタマイズできる点が、現代のDIYや手作りブームと親和性が高い。

## 注意点
アロマクラフトに使用する精油や素材は、適切に選び、使用方法を守る必要がある。特に精油は高濃度の成分を含むため、以下の点に注意が必要である。
- 肌への影響 - 希釈せずに使用すると肌トラブルを引き起こす可能性がある。
- アレルギー - 個人の体質によってはアレルギー反応を引き起こすことがある。
- 妊娠中の使用 - 一部の精油は妊娠中には避けるべきとされている。